# Zemitrella
Zemitrella là một chi ốc biển, là động vật thân mềm chân bụng sống ở biển trong họ Columbellidae, ốc bồ câu.

## Các loài
Các loài trong chi Zemitrella gồm:
- Zemitrella spengleri Lussi, 2009[2]